# Motacilla grandis
Motacilla grandis е вид птица от семейство Стърчиопашкови (Motacillidae).

## Разпространение
Видът е разпространен в Южна Корея и Япония.